# Gedenkstätte für die auf See Gebliebenen (Averøy)

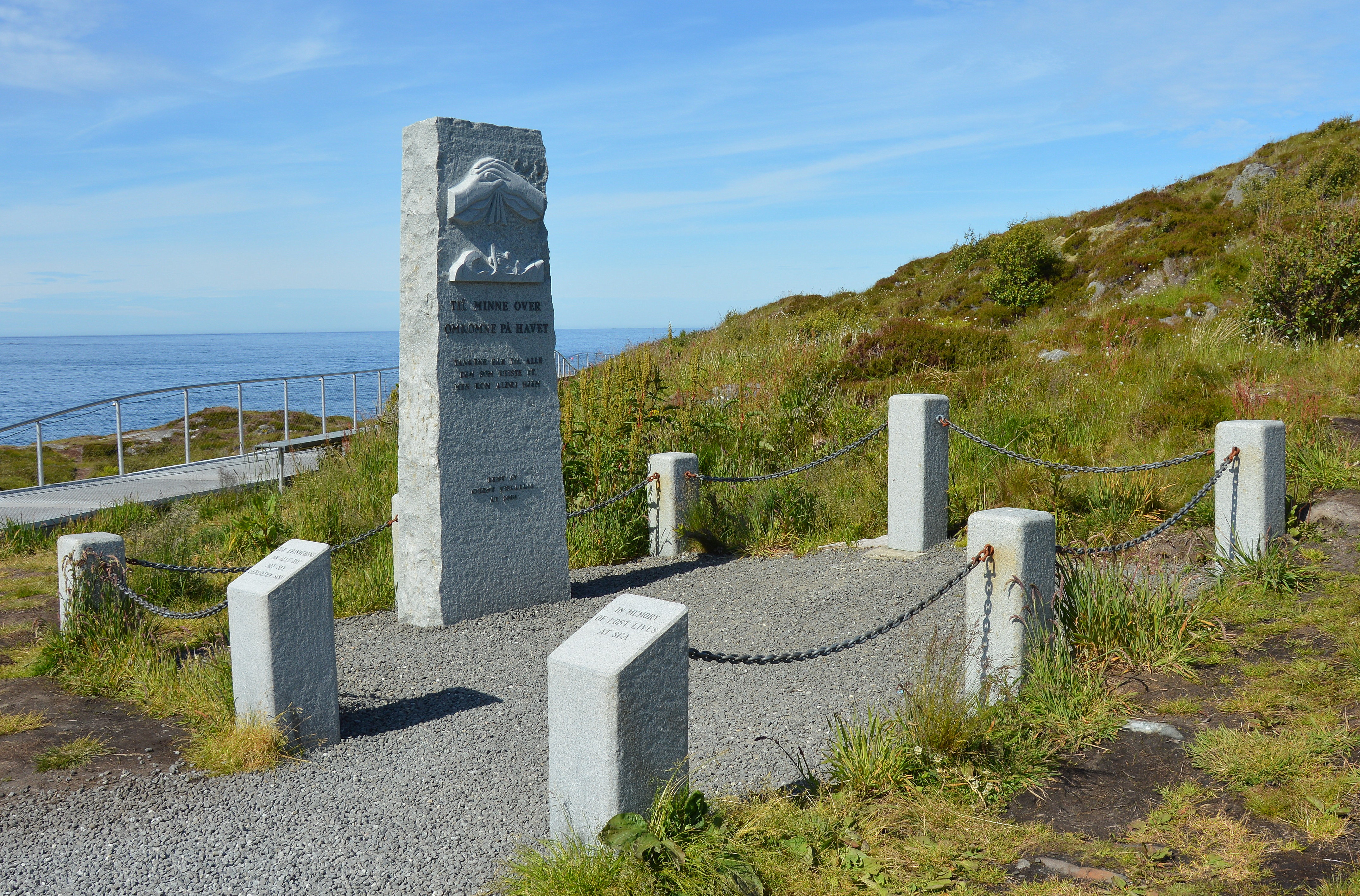
Denkmal, 2017

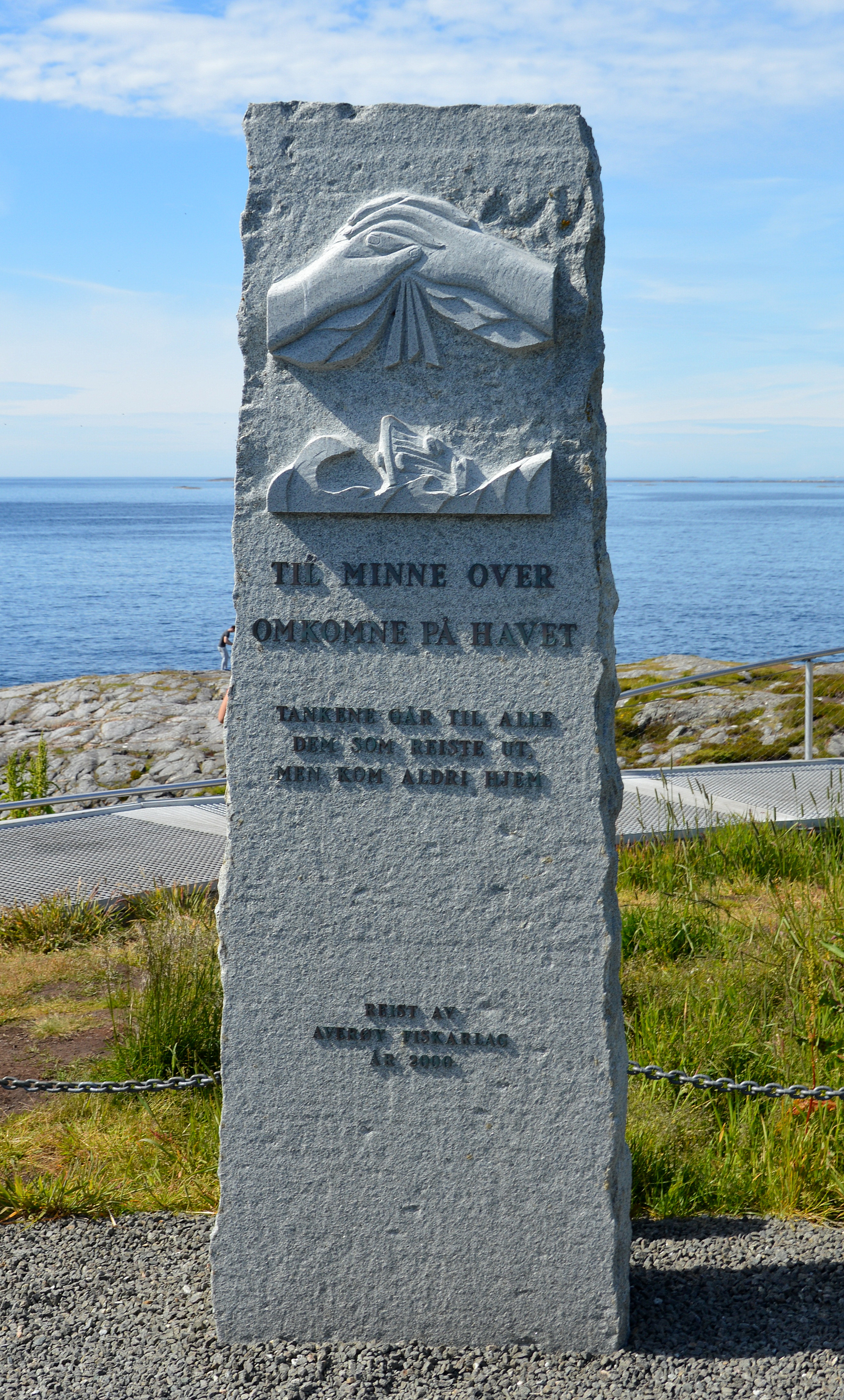
Inschrift

Die Gedenkstätte für die auf See Gebliebenen ist ein Denkmal in der norwegischen Gemeinde Averøy im Fylke Møre og Romsdal.
Das Denkmal wurde im Jahr 2000 von den Fischern Averøys errichtet. Es befindet sich am Ufer der Insel Lyngholmen am Ausgang des Lauvøyfjords. Nur etwas südlich des Denkmals verläuft die Atlantikstraße. Von einem an der Straße befindlichen Parkplatz führt ein ausgebauter Rundwanderweg über Lyngholmen, an dessen westlicher Hälfte das Denkmal steht. Etwas weiter südwestlich befindet sich die Storseisund-Brücke.
Das Denkmal besteht aus einer eingefriedeten Stele. Darauf zeigt ein Relief ein Boot in schwerer See und darüber gefaltete Hände beziehungsweise ein symbolisches Händereichen. Die Inschrift lautet:
TIL MINNE OVER

OMKOMNE PÅ HAVET

TANKENE GÅR TILL ALLE

DEM SOM REISTE UT,

MEN KOM ALDRI HJEM

REIST AV 

AVERØY FISKARLAG

ÅR 2000
(deutsch: Zum Gedenken an / die auf See Gebliebenen / Die Gedanken richten sich auf alle / die hinausfuhren, / aber nie heimkehrten / Errichtet von der / Fischergemeinschaft Averøy / im Jahr 2000)
Am Eingang zu der von den Pfosten eingegrenzten Fläche befinden sich zwei weitere Inschriften. Auf der linken Seite steht in deutscher Sprache:
ZUR ERINNERUNG

AN ALLE DIE

AUF SEE

GEBLIEBEN SIND
Rechts wird der Text auf Englisch wiedergegeben:
IN MEMORY

OF LOST LIVES

AT SEA
Seewärts wurde ein Aussichtssteg mit Brüstung angelegt.